# 1852年美國總統選舉
1852年美國總統選舉（1852 United States presidential election）是第17屆美國總統選舉，由民主黨提名的富蘭克林·皮爾斯對上輝格黨提名的溫菲爾德·史考特。最終皮爾斯以50.8%得票率、254張選舉人票當選總統。